# Hockey de Seven
El hockey de seven es una variación del hockey sobre césped. En el ámbito internacional el hockey sobre césped se juega con dos equipos de once jugadores cada uno, mientras que en el hockey de seven tiene siete jugadores por equipo. Las dimensiones del campo de juego del hockey reglamentario son de 91,40 m de longitud por 55 m de ancho, mientras que en el hockey de seven tiene 55 m de largo por 45,70 m de ancho (utilizando solo medio campo del hockey reglamentario).
Al ser la cancha más reducida cada jugador puede participar más del juego, con mayores intervenciones en contacto con la bocha; asimismo, la longitud menor de la cancha hace que cada equipo tenga más posibilidades de llegar al arco oponente que en el juego reglamentario. Las áreas de juego tienen las dimensiones reglamentarias.
El reglamento es adaptado y marca pocas diferencias con el juego oficial: en el córner corto los jugadores defensores que esperan en el medio campo no pueden pasar la línea central hasta que la bocha servida haya salido del área circular. 
El campo de menor tamaño hace que esta modalidad esté siendo adoptada por un mayor número de instituciones con campos de juego de menor infraestructura. A nivel formativo, el número de intervenciones hace que el hockey de seven sea muy utilizado en los niveles de formación de jugadores, porque favorece el aprendizaje al lograr aumentar la experiencia de juego.
Se adopta esta modalidad para realizar Torneos de una jornada (comienzan y terminan el mismo día), con tiempos de juego que van desde los quince minutos sin entretiempo, hasta los dos tiempos de diez minutos (con o sin entre tiempo de cinco minutos), ya que permite un mayor número de partidos por cancha.
Las Federaciones especializadas en esta modalidad, han reglamentado dos tiempos de juego de veinticinco minutos con cinco minutos de entre tiempo.